# Antony Trew
Antony Trew (5 juin 1906 à Pretoria, Afrique du Sud – 12 janvier 1996 à Chertsey, Royaume-Uni) est un officier de marine et écrivain sud-africain.

## Biographie
Au cours de la Seconde Guerre mondiale, il a servi dans la marine sud-africaine dans l’Atlantique, la Méditerranée et les Atterrages occidentaux. À ce titre, il commandait le destroyer d’escorte HMS Walker. Il a également servi dans les convois de l’Arctique et a reçu la Distinguished Service Cross.
Après la Seconde Guerre mondiale, il a repris son travail avec l’AA (Automobile Association) d’Afrique du Sud en tant que directeur général.